# Е-медицина
Електро́нна медиц́ина (від англ. e-health; також е-медицина)  — діяльність з використанням електронних інформаційних ресурсів у сфері охорони здоров'я та забезпечення оперативного доступу медичних працівників та пацієнтів до них.
Е-медицина є відносно новим терміном охорони здоров'я за підтримки електронних процесів і комунікацій, що почав набувати розповсюдження у світі з 1999 року. З тих пір значення терміна постійно змінюється: деякі стверджують, що це термін, що заміняє термін комп'ютерні технології в медицині, а інші використовують його в більш вузькому сенсі практик охорони здоров'я з використанням Інтернету.
Він також може включати в себе програми для слідкуванням здоров'ям на мобільні телефони, виокремлюється поняття мобільної медицини. Приблизно з 2011 року, у світі визнається все більша необхідність посиленого захисту спеціалізованих ресурсів е-медицини від кібератак, що вимагає розробки більш надійної інфраструктури в області електронної медицини, яка зможе витримати зростаючі загрози.

## Форми електронної медицини
Термін е-медицина включає в себе широкий спектр послуг та систем, які знаходяться на перетині медицини/охорони здоров'я та інформаційних технологій, у тому числі:
- Електронні медичні картки: дозволяють передачу та обмін даними про пацієнта між різними медичними фахівцями;
- Електронний рецепт: електронний доступ до надання або зміни призначень, друк рецептів для пацієнтів та іноді електронна передача рецептів від лікарів до фармацевтів;
- Телемедицина: фізичні та психологічні методи лікування на відстані, в тому числі телемоніторинг стану пацієнтів;
- Інформування населення: використання електронних ресурсів на медичні теми для інформування пацієнтів, забезпечення обізнаності населення з питань охорони здоров'я;
- Віртуальні медичні бригади: складаються з медичних фахівців, які співпрацюють і обмінюються інформацією про пацієнтів за допомогою цифрового обладнання (наприклад, вебконференції);
- Мобільна медицина: включає в себе використання мобільних пристроїв для збору даних про фізичний чи психологічний стан пацієнта, які передаються лікарям чи дослідникам, а такаж моніторинг життєво важливих органів пацієнта в режимі реального часу, пряме надання допомоги (за допомогою мобільної телемедицини);
- Медичні інформаційні системи: спеціалізовані програми для планування графіку прийому лікарями пацієнтів, управління даними пацієнта, управління розкладом роботи та інших адміністративних завдань, пов'язаних із організацією охорони здоров'я.
- розробка власного раціону: Предметна галузь е медицини надає сучасні методи діагностики, моніторингу (контролю і самоконтролю) та оцінки стану здоров'я людини, що допомагають визначити зміни стану організму у залежності від тих чи інших зовнішніх і внутрішніх чинників. Важливим компонентом є індивідуалізація процесу підбору оптимального раціону залежно від характеристики стану різних функцій організму пацієнта. Особлива увага приділяється можливості використання у найвіддаленіших куточках країни.[6]

## В Україні
Електронна медицина є принципово новим понятям для України. Останнім часом, основним підходом до реформування медичної галузі в Україні є створення єдиної (інтегрованої) інформаційно-аналітичної системи обліку стану здоров'я громадян на основі електронної ідентифікації пацієнтів в закладах охорони здоров'я, збору даних профілактичних обстежень з метою подальшого використання в аналітичних, експертних та статистичних системах.
Відповідно до програми Європейського Союзу «Європейська стратегія здоров'я 2020» в Україні необхідно розробити та забезпечити виконання Загальнодержавної програми «Здоров'я — 2020: український вимір», що сприятиме вдосконаленню підходів до методів розв'язання актуальних проблем у галузі охорони здоров'я.
Е-медицина повинна забезпечувати взаємодію між пацієнтами, медичними працівниками та установами за допомогою інформаційно-комунікаційних технологій.
Основними напрямами діяльності в галузі розвитку е-медицини є:
- впровадження автоматизованих інформаційних галузевих систем, які, зокрема, дають змогу перейти до ведення медичної документації в електронному вигляді;
- розвиток телемедицини;
- удосконалення розвитку системи моніторингу стану здоров'я населення;
- створення та впровадження нових комп'ютерних технологій профілактики захворювань, діагностики, забезпечення лікувальних процесів;
- створення загальнодоступних електронних медичних ресурсів.[7]
- розробка методів самодіагностики та побудови власної парадигми здоров'я методами е медицини.[6]

У лютому 2018 МОЗ України отримав систему eHealth.

## Е-Здоров'я
Окремим випадком електронної медицини є спільний проект Міністерства оборони України та волонтерів зі створення інноваційної медичної інформаційної системи, яка має стати основою для реформування військової медицини «Е-Здоров'я». Головна місія проекту — порятунок життя поранених в зоні АТО через залучення сучасних ІТ-технологій. Проект передбачає впровадження централізованої системи ведення електронної медичної картки та підтримки процесів надання допомоги військовослужбовцям.
За сприяння волонтерів, провідних ІТ-компаній України та світу, було розроблено та передано Міністерству оборони України готовий апаратно-програмний комплекс, від мережі та обладнання до програм та навчання.

## Е-Малятко
Електронний сервіс, який дозволяє отримати декілька державних послуг за однією заявою батьків новонародженої дитини. Зокрема, за допомогою Е-Малятко проводиться: фіксація електронного медичного запису про народження дитини лікарем, оформлення заяви на отримання свідоцтва про народження дитини, оформлення соціальних виплат. Після державної реєстрації народження дитини, дані про дитину автоматично додаються до ЦБД eHealth в Україні.